# マイク・ジェイコブス
マイク・ジェームス・ジェイコブス（Michael James Jacobs , 1980年10月30日 - ）は、アメリカ合衆国カリフォルニア州チュラビスタ出身の元プロ野球選手（一塁手）。右投左打。

## 経歴

### プロ入りとメッツ時代
1999年6月2日にMLBドラフト38巡目でニューヨーク・メッツから指名を受け、同年6月25日に契約を結んだ。プロ入り当初はキャッチャーとして入団した。この年はマイナーリーグ (ルーキー級) のガルフ・コーストリーグに属するGCL・メッツに配属され、44試合に出場した。打撃面では打率.333・4本塁打・30打点・2盗塁という好成績を残し、強打を発揮した。守備面では、22試合でキャッチャー守備に就いて4失策・守備率.973・盗塁阻止率31％という成績だった。また、4試合でファーストも守った。
2000年はリーグのランクを1つ上げ、アパラチアンリーグ (ルーキー級) のキングスポート・メッツでプレーした。キングスポートでは59試合に出場し、打率.270・7本塁打・40打点・6盗塁という成績をマークした。守備では、38試合でキャッチャーの守りに就いたが、8失策 (守備率.973) を犯すなど相変わらず失策が多かった。また、前年には30％を超えていた盗塁阻止率も大きく低下し、13％という数値に留まった。後にサウス・アトランティックリーグ (A級) のキャピタルシティ・ボンバーズにコマを進めて18試合に出場したが、打率.214・8打点という打撃成績に終わり、不振に苦しんだ。守備の成績は、キングスポートでの成績と比べて多少改善 (守備率.989・盗塁阻止率18％) した。2チーム通算での成績は打率.258であり、プロ1年目よりも悪化した。
2001年は、ニューヨーク・ペンシルバニアリーグ (A - 級) のブルックリン・サイクロンズに降格して出直しとなった。サイクロンズでは19試合に出場して打率.288をマークしたほか、ホームランこそ1本だけだったが、出場試合数とほぼ同等の15打点を叩き出した。キャッチャー守備では、僅か14試合で3失策を犯したが、5盗塁刺/12盗塁試行を記録して盗塁阻止率42％を記録した。次いでボンバーズに再昇格し、46試合に出場して打率.278・2本塁打・26打点という成績を記録した。守備では37試合でキャッチャーのポジションを守り、4失策・守備率.988・盗塁阻止率30％という数字をマークし、サイクロンズの時より向上させた。2チームでの通算打撃成績は、65試合に出場して打率.280・3本塁打・41打点・1盗塁という内容だった。
2002年は、A + 級のフロリダ・ステートリーグのセントルーシー・メッツでフルシーズンプレーした。118試合に出場したが、打率は.251まで大幅に低下した。一方、プロ入り初の2ケタ本塁打となる11本のホームランを放った。守備面では、56試合のキャッチャー守備で5失策・守備率.988・盗塁阻止率23％、9試合のファースト守備で3失策・守備率.965という成績を残した (118試合に出場しているので、残りの試合には主にDHとして出場したと考えられるが、記録は残されていない) 。
2003年、イースタンリーグ (AA級) のビンガムトン・メッツに所属。119試合に出場して打率.329・17本塁打・81打点・OPS0.923という好成績をマークした。オフシーズンには、アリゾナ秋季リーグにも参加した。同年は65試合でキャッチャーを、6試合でファーストを守った。
2004年はAAA級のイリノイリーグに属するノーフォーク・タイズでプレーしたが、27試合の出場で打率.177・2本塁打・6打点という成績に終わった。
2005年にはメッツの開幕ロースターに名を連ねたが、ビンガムトンでプレーして117試合に出場。打率.321・25本塁打・93打点という好成績を残し、8月21日にAAA級を飛び越えてメジャーに昇格した。メジャーに昇格すると早速、ワシントン・ナショナルズのエース格であるエステバン・ロアイザから3ランホームランを放ち、初打席本塁打を達成した。メジャーでは好調を維持し、30試合に出場して打率.310・11本塁打・23打点・OPS1.085という打撃成績を残し、圧倒的な強打を発揮した。なお、キャッチャーとしては守備力が低い (捕球、送球のどちらも低レベル) 為、ファーストにコンバートされた。マイナーでは43試合でキャッチャーを守り7失策・守備率.981という成績を残したが、ファーストを守った試合の方が多かった (54試合) 。一方メジャーでは、28試合でファーストを守って4失策・守備率.984・DRS - 3という成績であり、ファーストにコンバートされた後も、守備力は相変わらずだった。

### マーリンズ時代

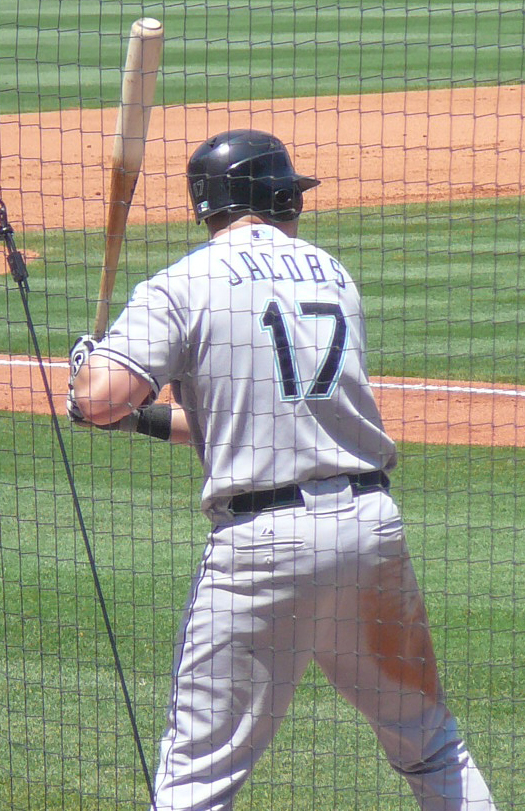
フロリダ・マーリンズ時代
(2008年8月4日)

2005年11月24日に、カルロス・デルガドがトレードでメッツに移籍する事になり、交換要員の1人としてフロリダ・マーリンズ (当時の球団名) に移籍した。
2006年は、メジャー開幕戦に「4番・ファースト」でスタメン出場した。この年は左投手を打てず、対右打率.281と比べて対左打率.182という数字だったが、136試合に出場してレギュラー1年目で規定打席に達し、20本塁打・70打点のラインをクリアした。守備面では124試合でファーストを守り、7失策・守備率こそ.993と高かったが、DRSは - 8という平均以下の成績だった。
2007年は、ケガの影響で出場試合数・打撃成績ともに低下したが、バッティング技術の面では進歩を見せ、前年に打てなかった左投手に対して.290とよく打った。前述の通り、ケガで114試合の出場に留まったものの17本塁打を放ち、メジャーデビューから3シーズン連続で2ケタ本塁打をクリアした。守備力に改善は見られず、DRSは - 9に終わった。
2008年は自己ベストとなる141試合に出場し、2年ぶりに規定打席に達した。まず打撃では、2007年に克服したかに思われた左投手に苦戦し (対左打率.218) 、いずれも自己ワースト (当時) の打率.247・119三振を喫した。しかし長打力が開花し、32本塁打・93打点という成績を残して、いずれも自身初となる30本塁打・90打点をクリアした。一方、守備ではこれまでにも増して劣化し、ナ・リーグの一塁手としてワースト4位の11失策を犯した。DRSも著しく悪化し、 - 24という散々な内容だった。

### ロイヤルズ時代

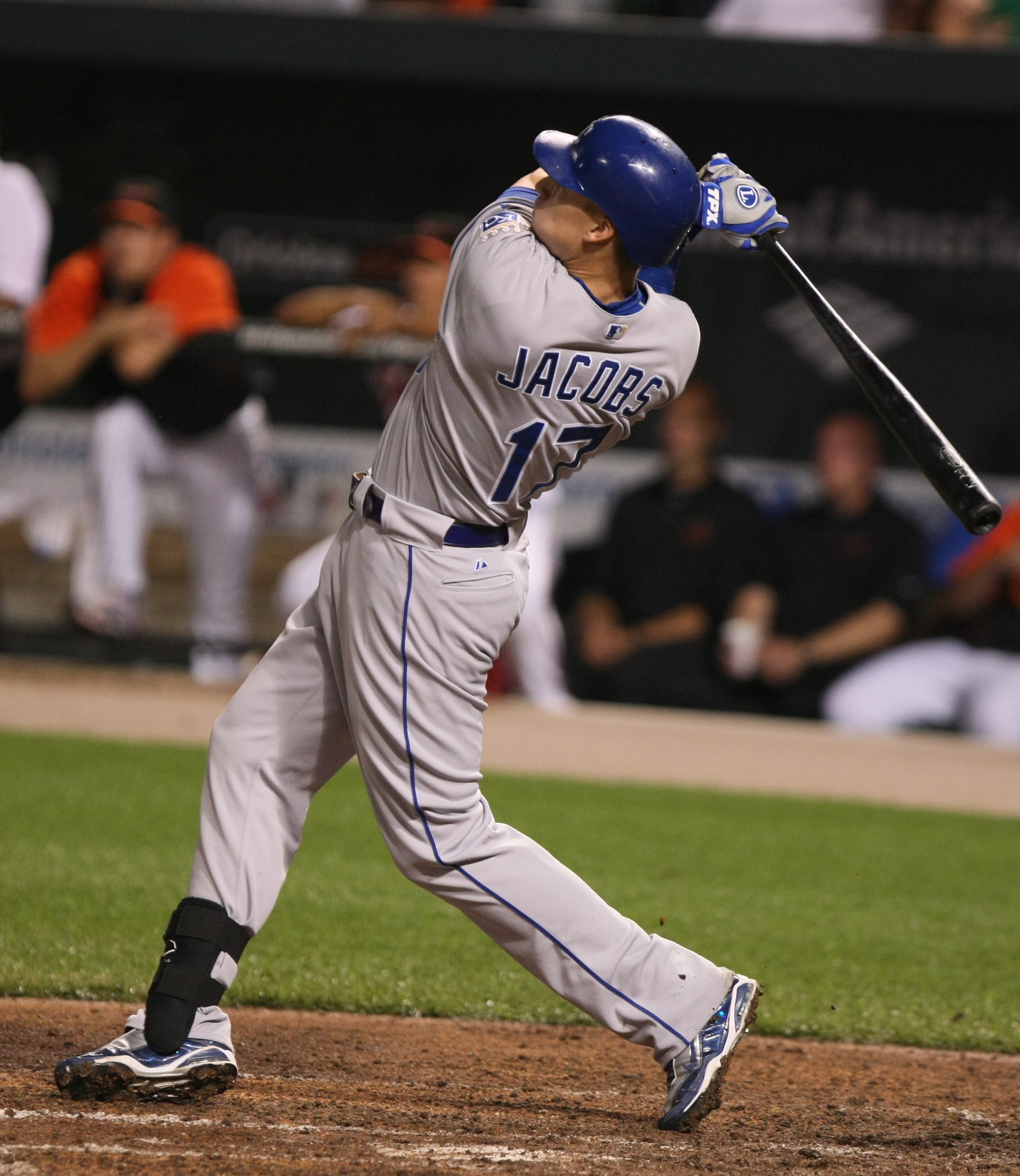
カンザスシティ・ロイヤルズ時代
(2009年7月29日)

2008年のオフに、レオ・ヌニェスとの交換トレードでカンザスシティ・ロイヤルズに移籍した。
2009年は、ビリー・バトラーが一塁手を務めるためマイクは、指名打者としての出場が主だった。12月10日にFAとなった。

### ロイヤルズ退団後

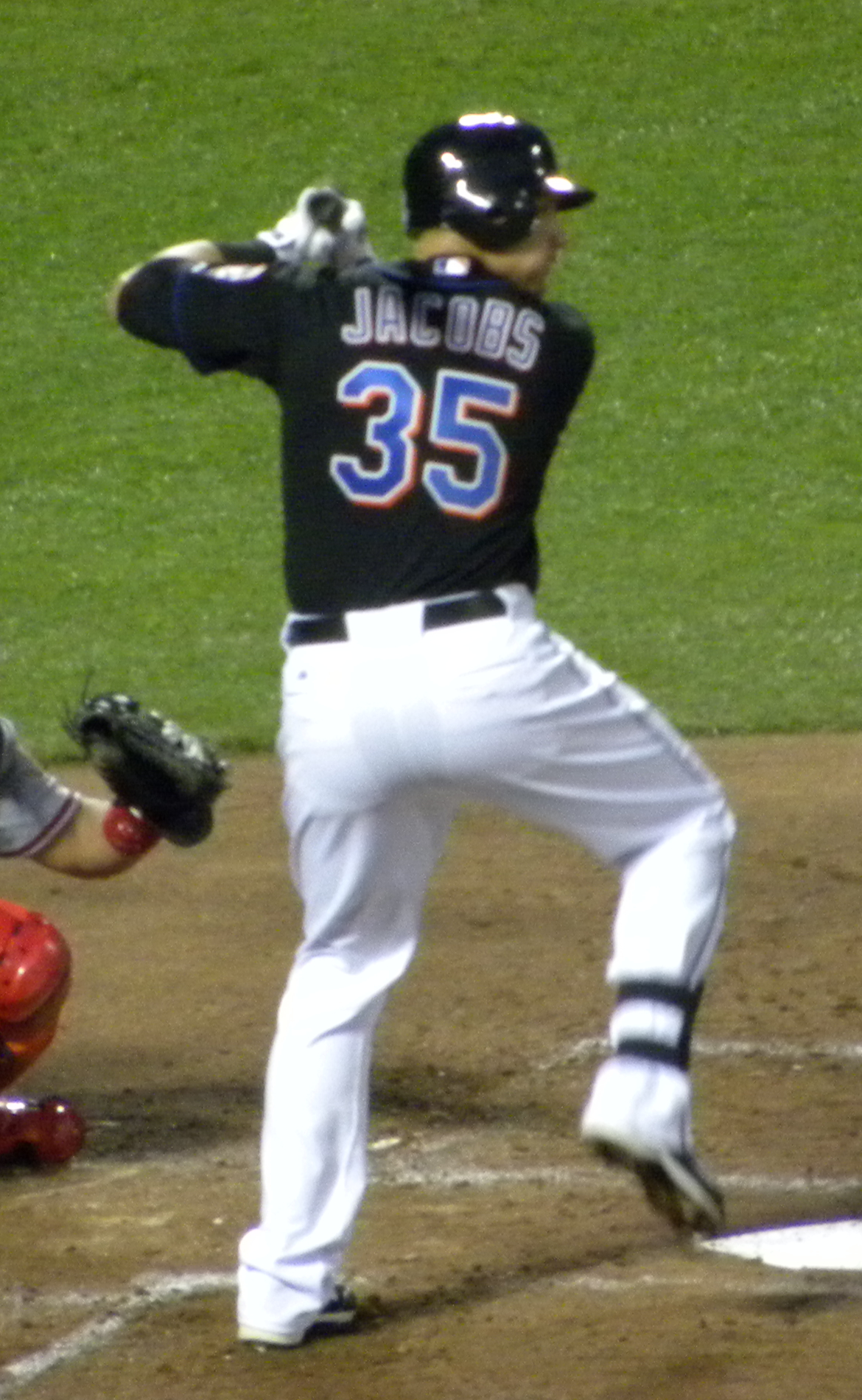
ニューヨーク・メッツ時代
(2010年4月9日)

2010年1月10日に古巣メッツとマイナー契約を結び、開幕メジャー入りを果たしたが、4月18日にDFAとなった。25日には、AAA級バッファロー・バイソンズに降格した。7月30日にトレードでトロント・ブルージェイズに移籍するが、メジャーでの出場はなかった。12月18日にコロラド・ロッキーズとマイナー契約を結ぶ。
2011年は傘下のAAA級コロラドスプリングスでプレー。8月18日に禁止薬物であるヒト成長ホルモン（HGH）を使用したとして50試合の出場停止処分が下され、ロッキーズからも解雇された。HGH使用での出場停止処分は北米4大プロスポーツリーグ史上でも初の事例となった。
2012年1月4日にアリゾナ・ダイヤモンドバックスと契約。メジャー復帰し、13試合に出場した。10月29日にFAとなった。
2013年1月3日にシアトル・マリナーズとマイナー契約を結んだが、3月23日に放出された。その後、メキシカンリーグのオアハカ・ウォーリアーズでプレーしていたが、6月4日に古巣・ダイヤモンドバックスとマイナー契約を結んだ。
2014年5月20日にオリックス・バファローズが獲得に動いていると報道されていたが実現はせず、AAA級リノ・エーシズでシーズンを終えた。
2015年はメキシカンリーグのオアハカ・ウォーリアーズと契約する。オフはベネズエラのウィンターリーグに参加。
2016年3月25日に独立リーグであるアトランティックリーグのランカスター・バーンストーマーズと契約したが、11試合の出場で退団し、5月3日にメキシカンリーグのティファナ・ブルズと契約。6月28日にFAとなった。その後ランカスター・バーンストーマーズに復帰しシーズン終了後に退団。この年限りで現役を引退した。

### 現役引退後
2017年にマイアミ・マーリンズ傘下ショートシーズンA級のバタビア・マックドッグスの監督に就任。2019年からはA級クリントン・ランバーキングスの監督を務めた。2020年はA+級ジュピター・ハンマーヘッズの監督となったが、マイナーリーグが開催中止となったため公式戦で指揮を執ることはなかった。2021年はA+級ベロイト・スナッパーズの監督を務めた。
2022年からはシンシナティ・レッズ傘下AAA級ルイビル・バッツのゲームプランニング兼外野コーチを務める。

## 詳細情報

### 年度別打撃成績
| 年 度    | 球 団    | 試 合 | 打 席 | 打 数 | 得 点 | 安 打 | 二 塁 打 | 三 塁 打 | 本 塁 打 | 塁 打 | 打 点 | 盗 塁 | 盗 塁 死 | 犠 打 | 犠 飛 | 四 球 | 敬 遠 | 死 球 | 三 振 | 併 殺 打 | 打 率 | 出 塁 率 | 長 打 率 | O P S |
| -------- | -------- | ----- | ----- | ----- | ----- | ----- | -------- | -------- | -------- | ----- | ----- | ----- | -------- | ----- | ----- | ----- | ----- | ----- | ----- | -------- | ----- | -------- | -------- | ----- |
| 2005     | NYM      | 30    | 112   | 100   | 19    | 31    | 7        | 0        | 11       | 71    | 23    | 0     | 0        | 0     | 1     | 10    | 0     | 1     | 22    | 5        | .310  | .375     | .710     | 1.085 |
| 2006     | FLA      | 136   | 520   | 469   | 54    | 123   | 37       | 1        | 20       | 222   | 77    | 3     | 0        | 0     | 5     | 45    | 2     | 1     | 105   | 16       | .262  | .325     | .473     | .798  |
| 2007     | FLA      | 114   | 460   | 426   | 57    | 113   | 27       | 2        | 17       | 195   | 54    | 1     | 2        | 0     | 1     | 31    | 3     | 2     | 101   | 12       | .265  | .317     | .458     | .775  |
| 2008     | FLA      | 141   | 519   | 477   | 67    | 118   | 27       | 2        | 32       | 245   | 93    | 1     | 0        | 0     | 5     | 36    | 10    | 1     | 119   | 7        | .247  | .299     | .514     | .812  |
| 2009     | KC       | 128   | 478   | 434   | 46    | 99    | 16       | 1        | 19       | 174   | 61    | 0     | 0        | 0     | 1     | 41    | 2     | 2     | 132   | 9        | .228  | .297     | .401     | .698  |
| 2010     | NYM      | 7     | 28    | 24    | 1     | 5     | 1        | 0        | 1        | 9     | 2     | 0     | 0        | 1     | 0     | 3     | 0     | 0     | 7     | 0        | .208  | .296     | .375     | .671  |
| 2012     | ARI      | 13    | 23    | 19    | 4     | 4     | 1        | 0        | 0        | 5     | 2     | 0     | 0        | 0     | 0     | 4     | 1     | 0     | 6     | 0        | .211  | .348     | .263     | .611  |
| MLB：7年 | MLB：7年 | 569   | 2140  | 1949  | 248   | 493   | 116      | 6        | 100      | 921   | 312   | 5     | 2        | 1     | 13    | 170   | 18    | 7     | 492   | 49       | .253  | .313     | .473     | .786  |

### 年度別守備成績
| 年 度 | 球 団 | 一塁（1B） | 一塁（1B） | 一塁（1B） | 一塁（1B） | 一塁（1B） | 一塁（1B） |
| 年 度 | 球 団 | 試 合      | 刺 殺      | 補 殺      | 失 策      | 併 殺      | 守 備 率   |
| ----- | ----- | ---------- | ---------- | ---------- | ---------- | ---------- | ---------- |
| 2005  | NYM   | 28         | 237        | 10         | 4          | 24         | .984       |
| 2006  | FLA   | 124        | 931        | 57         | 7          | 101        | .993       |
| 2007  | FLA   | 108        | 793        | 45         | 7          | 91         | .992       |
| 2008  | FLA   | 119        | 825        | 62         | 11         | 67         | .988       |
| 2009  | KC    | 15         | 94         | 14         | 2          | 13         | .983       |
| 2010  | NYM   | 7          | 50         | 1          | 1          | 3          | .981       |
| 2012  | ARI   | 4          | 26         | 3          | 1          | 4          | .967       |
| MLB   | MLB   | 405        | 2956       | 192        | 33         | 303        | .990       |

### 背番号
- 27（2005年）
- 17（2006年 - 2009年）
- 35（2010年）
- 34（2012年）